# Anomalía del Atlántico Sur

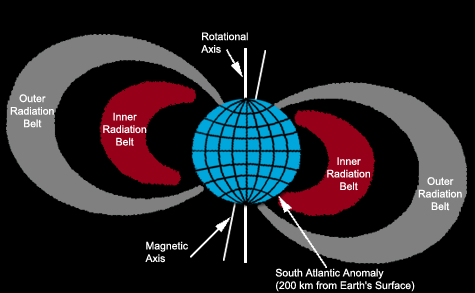
Los cinturones de radiación Van Allen y el punto donde se encuentra la Anomalía del Atlántico Sur.

La anomalía del Atlántico Sur es la región donde los cinturones de radiación de Van Allen se encuentran a menor distancia de la superficie terrestre, unos 2.300 kilómetros. Como resultado, en esa región del océano Atlántico sur la intensidad de radiación solar es más alta que en otras regiones. La AAS o SAA (acrónimo en inglés) es producida por una «depresión» en el campo magnético de la Tierra en esa zona, ocasionada por el hecho de que el centro del campo magnético de la Tierra está desviado de su centro geográfico  550 km. Algunos piensan que dicha anomalía es un efecto secundario de una reversión geomagnética.
El fenómeno es de gran importancia para los satélites y otras naves espaciales que orbitan a cientos de kilómetros de altitud con inclinaciones orbitales de entre 35° y 60°, ya que estas órbitas llevan a los satélites a través de la anomalía de manera periódica, exponiéndolos durante varios minutos a una fuerte radiación.

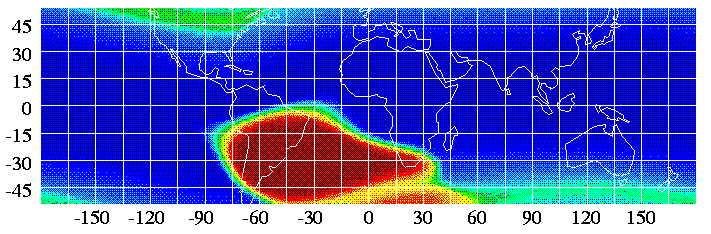
La AAS a una altura aproximada de 560 km de la superficie terrestre.

La Estación Espacial Internacional, que orbita con una inclinación de 51.6°, requirió de un blindaje extra para afrontar este problema.
El telescopio espacial Hubble no efectúa observaciones al pasar por esta región, salvo por algunas observaciones especializadas y poco frecuentes con la Cámara de Gran Angular 3 (WFC3).
La imagen describe:

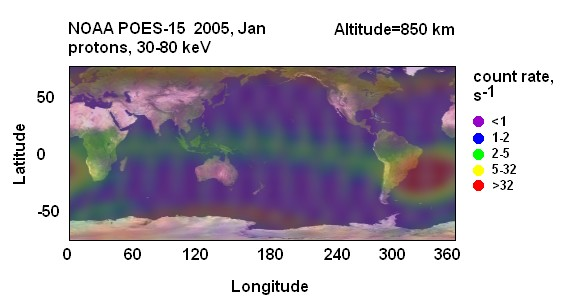
Ilustración de AAS y mapa de flujo de protones (n.º de protones registrados por un detector de estado sólido) con un factor geométrico de 9.5×10^-3 cm²/s.

1. El cinturón exterior de radiación Van Allen (dos bandas: una en la parte de arriba y otra en la parte inferior).
2. La anomalía del Atlántico Sur como una mancha roja en la parte derecha de las imágenes.
3. La banda de flujo protónico cercano al ecuador geomagnético.

La forma de la anomalía varía con el tiempo. La anomalía posee una deriva. La tasa de desplazamiento es muy cercana a la rotación diferencial entre el núcleo terrestre y su superficie; se estima en 0.3 y 0.5 grados por año.